# 967 a.C.

## Eventos
- Batalha da floresta de Efraim, entre as tropas fiéis ao rei David e o exército de Absalão. Este último morreu na batalha.
- Tiglath-Pileser II torna-se rei da Assíria

## Mortes
- Assurresisi II, rei da Assíria desde 972 a.C..
- Absalão, terceiro filho do rei David, na batalha da floresta de Efraim.